# Daniele Mattalia
Daniele Mattalia (Elva, 18 agosto 1906 – Milano, 2 marzo 1985) è stato un critico letterario e politico italiano.

## Biografia
Insegnante di liceo, fu autore di decine di commenti ai classici (Vittorio Alfieri, Giosuè Carducci, Francesco Petrarca, Niccolò Machiavelli, Francesco De Sanctis), ma è ricordato soprattutto per il commento alla Divina Commedia pubblicato da Rizzoli nel 1960 e più volte ristampato (ultima edizione Milano, BUR, 2009). Fra i suoi allievi quando insegnava al Liceo Beccaria si ricordano Arnaldo Mauri, Giovanni Prouse e Oreste Pignataro. Nel 1966, mentre era preside del Liceo Parini di Milano, fu accusato dalla questura di scarsa vigilanza sui giovani redattori de "La zanzara" ; nel marzo 1968, "colpevole" di aver concesso ai "contestatori" l'aula magna del liceo, fu rimosso dall'incarico  e, pochi giorni dopo, candidato come indipendente nelle liste del Partito Comunista Italiano, risultando eletto alle successive elezioni.

## Opere principali
- L'opera critica di Giosuè Carducci, Genova, E. Degli Orfini, 1933
- Carducci poeta, Messina, G. Principato, 1936
- Giosué Carducci (1835-1907), Torino, Paravia e C., 1938
- La critica dantesca: questioni e correnti, Firenze, La Nuova Italia, 1950
- Leopardi: pagine scelte dalla critica moderna sull'autore, Milano, C. Signorelli, 1952
- Umanesimo e Rinascimento nella Venezia tridentina e altri saggi, a cura di Umberto Mattalia e Saverio Tecilla, Caldonazzo, La fonte, 1991